# Martin Heydon
Martin Heydon (ur. 9 sierpnia 1978 w Portlaoise) – irlandzki polityk, rolnik i samorządowiec, deputowany, od 2025 minister.

## Życiorys
Z zawodu rolnik, kształcił się w szkole rolniczej Kildalton (prowadzonej przez organizację Teagasc). Został sekretarzem lokalnego klubu sportowego St Laurence’s GAA. Zaangażował się w działalność polityczną w ramach Fine Gael. W 2009 wszedł w skład rady hrabstwa Kildare. W wyborach w 2011 po raz pierwszy uzyskał mandat deputowanego do Dáil Éireann z okręgu Kildare South. Z powodzeniem ubiegał się o poselską reelekcję w 2016, 2020 i 2024.
W 2020 objął niższe stanowisko rządowe – ministra stanu w departamencie rolnictwa, żywności i gospodarki morskiej; pełnił tę funkcję w trzech kolejnych gabinetach. W styczniu 2025 w utworzonym wówczas drugim rządzie Micheála Martina został natomiast ministrem rolnictwa, żywności, rybołówstwa i gospodarki morskiej.